# Prefektura apostolska Zhaotong
Prefektura apostolska Zhaotong (łac. Apostolica Praefectura Chaotungensis, chiń. 天主教昭通监牧区) – rzymskokatolicka prefektura apostolska ze stolicą w Zhaotong, w prowincji Junnan, w Chińskiej Republice Ludowej.

## Historia
8 kwietnia 1935 z mocy decyzji Piusa XI wyrażonej w bulli Ad christianum erygowano prefekturę apostolską Zhaotong. Dotychczas wierni z tych terenów należeli do wikariatu apostolskiego Junnanu (obecnie archidiecezja Kunming).
Od zwycięstwa komunistów w chińskiej wojnie domowej w 1949 prefektura apostolska, podobnie jak cały prześladowany Kościół katolicki w Chinach, nie może normalnie działać. Prefekt apostolski ks. Stephan Fan Kaiping uciekł z kraju. W 1988 prefektem został kapłan Patriotycznego Stowarzyszenia Katolików Chińskich i dotychczasowy wikariusz generalny ks. Chen Mushun. Przyjął on sakrę biskupią, choć zazwyczaj prefekci apostolscy nie są biskupami. Jego wybór uznał rząd w Pekinie. Na początku swej posługi biskupiej był jedynym kapłanem katolickim w prefekturze.
W 2000 administratorem apostolskim archidiecezji Kunming, diecezji Dali i prefektury apostolskiej Zhaotong Stolica Apostolska mianowała ks. Lawrence'a Zhanga Wenchanga, który w latach 1953 - 1982 za wierność wierze katolickiej przebywał w więzieniach i obozach pracy. Do posługi kapłańskiej mógł wrócić dopiero w 1987. Urząd administratora apostolskiego tych trzech jednostek pełnił do śmierci w 2012 przebywając pod ścisłym nadzorem policji, gdyż jego nominacji nie uznały komunistyczne władze.

## Prefekci apostolscy Zhaotong
- ks. Damian Chen Daming (1935 - 1939)
- sede vacante (1939 - 1951)
  - o. Joseph Kerec SDB[4][5] (1939 - 1951) administrator apostolski
- ks. Stephan Fan Kaiping (1951 - 1982) de facto uciekł z komunistycznych Chin w 1951, nie miał po tym czasie realnej władzy w prefekturze[1]
- bp Chen Mushun (1988 – 1997)
- sede vacante (być może urząd prefekta sprawowali duchowni Kościoła podziemnego) (1997 - nadal)
  - ks. Lawrence Zhang Wenchang (2000 – 2012) administrator apostolski